# 任茂如
任茂如（1916年—1999年），男，江苏宜兴人，中华人民共和国军事人物，中国人民解放军少将，曾任黑龙江生产建设兵团政治委员，旅大警备区副政治委员。